# بنو حميد
بنو حميد هم أحد أمراء الأناضول خلال الفترة الثانية والذين حكموا خلال القرن الرابع عشر، ظهرت هذه الإمارة بعد اضمحلال قوة سلطنة سلاجقة الروم وحكموا منطقة حول إغرديد وإسبرطة في الجنوب الغربي للاناضول
وهم أحد عشائر الغز الترك والذين استقلوا بعد هبوط سلطة سلاجقة الروم. وقد بدأت هذه السلالة بالحكم بعد اقتسام أراضي أحد قادة السلاجقة بعد وفاته بين ولديه، حيث بدأ يونس بيه سلالة بنو تكة في حين فلك الدين بيه بدأ حكم بنو حميد.

خلال فترة حكم العثمانيين أطلق على مقاطعة إسبرطة اسم سنجق حميد وبقي حتى فترة مبكرة من الجمهورية التركية

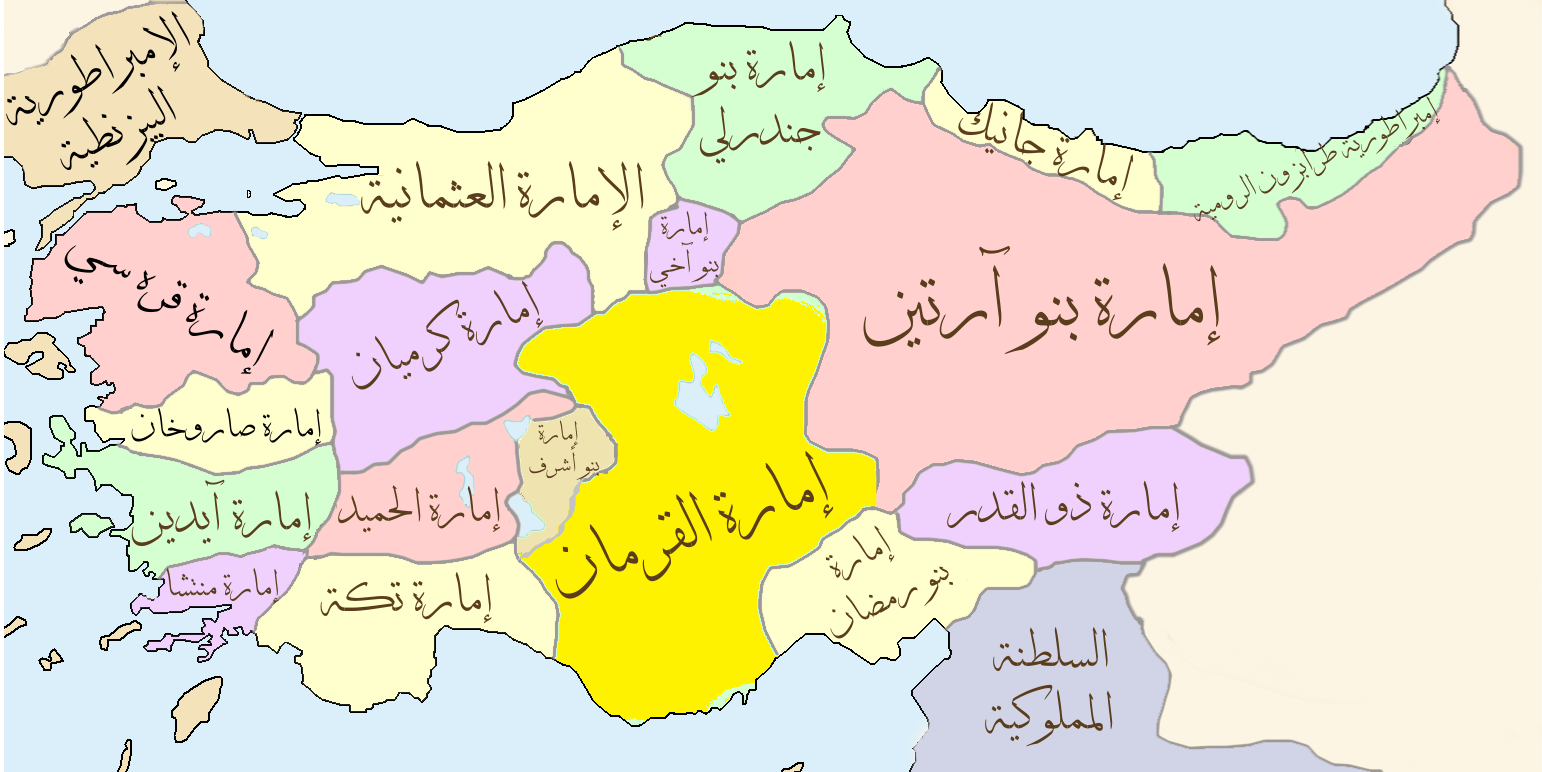
خريطة الأناضول بين القرنين الثالث عشر والخامس عشر الميلادي، وفيها إمارة "الحميد" باللون الزهري.

## قائمة الحكام
| 1301-1324   | فلك الدين دوندار بن إلياس          | فلك الدين دوندار بن إلياس          | فلك الدين دوندار بن إلياس          | فلك الدين دوندار بن إلياس          |
| 1324-1327   | الاحتلال من قبل تيمورلنك           | الاحتلال من قبل تيمورلنك           | الاحتلال من قبل تيمورلنك           | الاحتلال من قبل تيمورلنك           |
| 1327-1328   | خضر بن دوندار                      | خضر بن دوندار                      | خضر بن دوندار                      | خضر بن دوندار                      |
| 1328-~1344  | نجم الدين أبو عشق بن دوندار        | نجم الدين أبو عشق بن دوندار        | نجم الدين أبو عشق بن دوندار        | نجم الدين أبو عشق بن دوندار        |
| ~1344-~1357 | مظفر الدين مصطفى بن محمد بن دوندار | مظفر الدين مصطفى بن محمد بن دوندار | مظفر الدين مصطفى بن محمد بن دوندار | مظفر الدين مصطفى بن محمد بن دوندار |
| ~1357-~1374 | حسام الدين إلياس بن مصطفى          | حسام الدين إلياس بن مصطفى          | حسام الدين إلياس بن مصطفى          | حسام الدين إلياس بن مصطفى          |
| ~1374-1391  | كمال الدين حسين بن إلياس           | كمال الدين حسين بن إلياس           | كمال الدين حسين بن إلياس           | كمال الدين حسين بن إلياس           |
| 1391        | الضم إلى الدولة العثمانية          | الضم إلى الدولة العثمانية          | الضم إلى الدولة العثمانية          | الضم إلى الدولة العثمانية          |